# Purification Through Violence
Purification Through Violence è un album del gruppo musicale death metal Dying Fetus, pubblicato nel 1996.
Questo album rappresenta i Dying Fetus quando erano ancora nella fase "Gore", e quando il suono era focalizzato sulle sonorità brutal death metal, con presenza di technical riff.
La band si licenziò dalla Pulverizer Records poco dopo l'uscita di quest'album.

## Tracce
1. Blunt Force Trauma 5:26
2. Beaten into Submission 2:50
3. Skull Fucked 2:55
4. Permanently Disfigured 3:25
5. Raped on the Altar 3:55
6. Nothing Left to Pray For 3:55
7. Nocturnal Crucifixion 3:23
8. Skum (Fuck the Weak) 2:53 (cover dei Napalm Death)

## Formazione
- John Gallagher - chitarra, voce
- Jason Netherton - basso, voce
- Brian Latta - chitarra
- Rob Belton - batteria